# 安龙花属
安龙花属（学名：Dyschoriste）是爵床科下的一个属。该属共有约100种，分布于热带和亚热带地区。

## 下属物种
- 安龙花 Dyschoriste sinica